# 前川輝之
前川 輝之（まえかわ てるゆき、1942年(昭和17年) - ）は日本の実業家。クレディセゾン元代表取締役会長。

## 略歴
- 東京都出身
- 1964年3月法政大学経済学部卒業[1]
- 1964年3月株式会社緑屋(現クレディセゾン)入社
- 1991年4月営業一部長（兼）営業推進部長
- 1991年6月取締役
- 1998年4月常務取締役
- 2001年2月専務取締役
- 2002年6月代表取締役専務
- 2005年4月代表取締役副社長
- 2011年3月広報室・財務経理部・総務部・人事部・システム企画部 管掌
- 2012年5月広報室・総務部・人事部・システム企画部 管掌
- 2013年3月広報室・総務部・戦略人事部・システム企画部 管掌
- 2014年6月広報室・総務部・システム企画部 管掌
- 2015年3月広報室・監査室・総務部 管掌
- 2016年2月広報室・監査室・財務経理部・リスク統括部・総務部 管掌
- 2016年3月代表取締役会長・監査室・財務部・経理部・営業推進事業部 管掌[2]
- 2019年3月 代表取締役会長を退任